# Pandino
Pandino ist eine italienische Gemeinde mit 8905 Einwohnern (Stand 31. Dezember 2023) in der Provinz Cremona in der Lombardei.
Seit 2017 findet in Pandino das größte FIAT Panda Treffen der Welt statt. Was als kleines Treffen unter ein paar Freunden begann, entwickelte sich zu einem Zweitägigen Spektakel mit über 1000 Autos. Das „Panda a Pandino“ findet jeweils im Juni statt und empfängt alle drei Generationen des FIAT Panda.

## Sehenswürdigkeiten

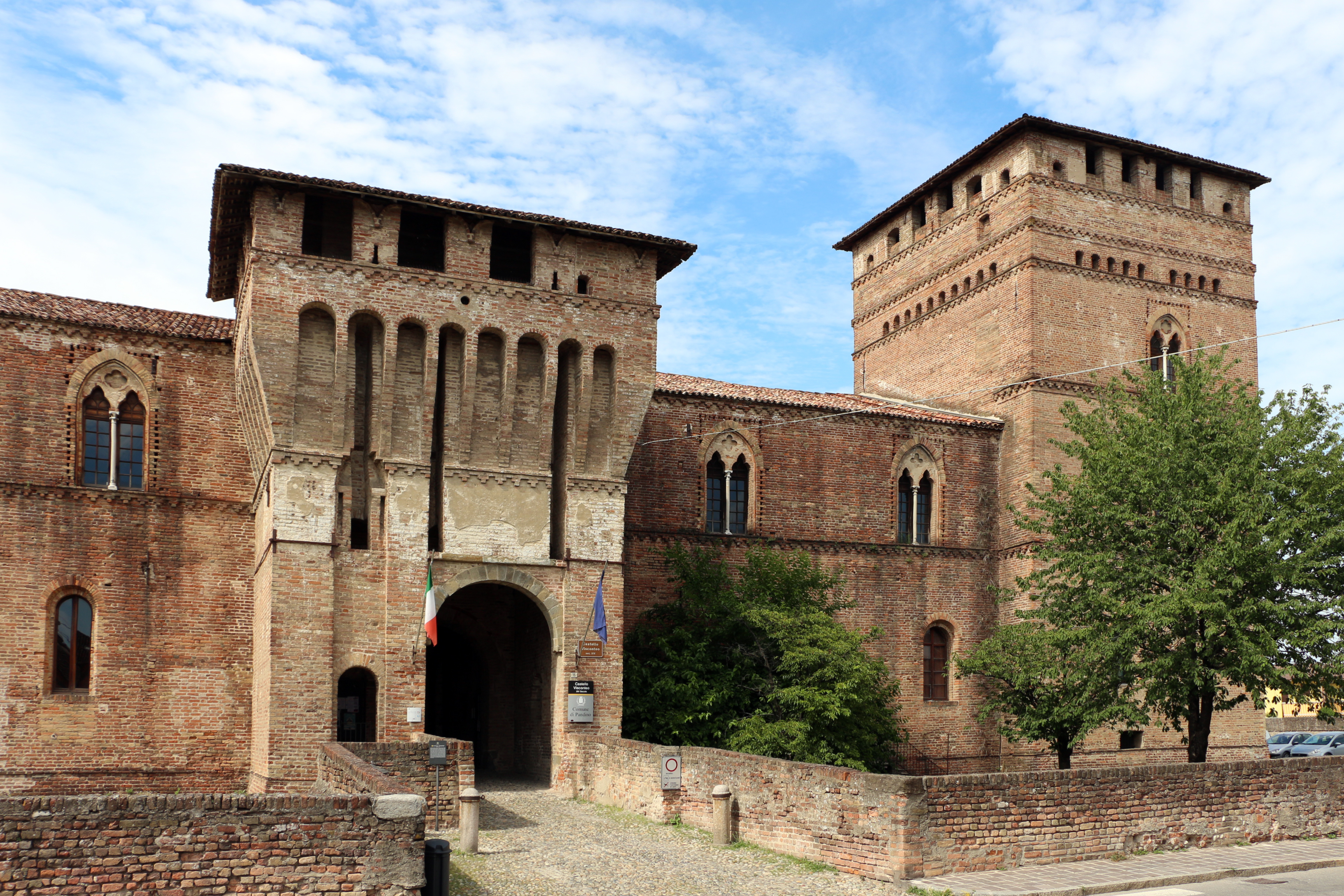
Castello Visconteo

- Castello Visconteo, Burg des 14. und 15. Jahrhunderts
- Oratorium Santa Marta
- Kirche Santa Margherita

## Ortsteile
Im Gemeindegebiet liegt neben dem Hauptort die Fraktionen Gradella und Nosadello, sowie die Wohnplätze Fornasette Sotto und Zecca.
Gradella ist Mitglied der Vereinigung I borghi più belli d’Italia (Die schönsten Orte Italiens).

## Verkehr
Durch die Gemeinde führen die früheren Staatsstraßen 415 Paullese und 472 Bergamina (seit 2001 Provinzialstraßen).

## Persönlichkeiten
- Giovanni Cazzulani (1909–1983), Radrennfahrer